# 門田勲
門田 勲（かどた いさお、1902年3月20日 - 1984年10月27日）は、ジャーナリスト。
東京生まれ。1927年京都帝国大学法学部卒。東京朝日新聞入社、社会部長、学芸部長、1950年大阪本社編集局長。学生時代は、京大教授・厨川白村の息子（厨川文夫）の家庭教師をしていた。鎌倉に住んでおり、『外国拝見』には川端康成の推薦文がついた。

## 著書
- 『外国拝見』朝日新聞社 1953
- 『中共拝見』朝日新聞社 1955
- 『ソ連拝見 付・中共,欧米』光風社 1958
- 『新聞記者』筑摩書房 グリーンベルト・シリーズ 1963
- 『国鉄物語』朝日新聞社 1964
- 『古い手帖』朝日新聞社 1974 のち文庫

## 注
1. ↑  『文藝年鑑』1978年
2. ↑  「門田 勲」『20世紀日本人名事典』。コトバンクより2024年10月27日閲覧。
3. ↑  『人物物故大年表』[出典無効]
4. ↑  『古い手帳』文庫版著者紹介
5. ↑  『古い手帳』文庫版解説
6. ↑  河谷史夫『新聞記者の流儀　戦後24人の名物記者たち』朝日新聞出版、2012年7月30日、92-112頁。